# Fenny Castle
Fenny Castle var ett slott i Storbritannien.   Det ligger i grevskapet Somerset och riksdelen England, i den södra delen av landet. Platsen ligger 8 meter över havet.
Terrängen runt Fenny Castle är platt åt sydväst, men åt nordost är den kuperad. Trakten runt Fenny Castle består i huvudsak av gräsmarker.